# خطوط موازی (آلبوم)
خطوط موازی (به انگلیسی: Parallel Lines)، نام سومین آلبوم استودیویی گروه موسیقی موج نوی آمریکایی، بلاندی، است که در سال ۱۹۷۹ میلادی به وسیلهٔ کریسلیس رکوردز منتشر شد. محبوب‌ترین و پرفروش‌ترین اثر آن‌ها، خطوط موازی، نخستین آلبومی از بلاندی بود که به وسیلهٔ مایک چپمن تهیه می‌شد. این آلبوم در سپتامبر ۱۹۷۸ در بریتانیا به رتبهٔ یک رسید و شامل چندین ترانهٔ مشهور و موفق بلاندی شامل «قلب شیشه»، «منتظر پای تلفن»، «دختر یک‌شنبه»، و «یک راه یا دیگری» است. شش آهنگ از مجموع دوازده تا به عنوان تک‌آهنگ یا در ایالات متحده یا بریتانیا منتشر شدند. خطوط موازی در رتبهٔ ۱۴۰ در فهرست ۵۰۰ آلبوم برتر همهٔ زمان‌های رولینگ استون قرار گرفته است.

## فهرست آهنگ‌ها

### طرف اول
1. «Hanging on the Telephone» (جک لی) – ۲:۱۷
2. «One Way or Another» (نایجل هریسون، دبرا هری) – ۳:۳۱
3. «Picture This» (جیمی دستری، هری، کریس استین) – ۲:۵۳
4. «Fade Away and Radiate» (استین) – ۳:۵۷
5. «Pretty Baby» (هری، استین) – ۳:۱۶
6. «I Know But I Don't Know» (فرانک اینفنتی) – ۳:۵۳

### طرف دوم
1. «۱۱:۵۹» (دستری) – ۳:۱۹
2. ‎ «Will Anything Happen» (لی) – ۲:۵۵‎
3. «Sunday Girl» (استین) – ۳:۰۱
4. «Heart of Glass» (هری، استین) – ۳:۴۵ (later editions 12" Disco Mix - ۵:۵۰)
5. «I'm Gonna Love You Too» (جو بی. مالدین، نورمن پتی، نیکی سولیون) – ۲:۰۳
6. «Just Go Away» (هری) – ۳:۲۱

### 2001 reissue bonus tracks
1. ‎«Once I Had a Love (a.k.a. The Disco Song)» [1978 demo]‎ (هری، استین) – ۳:۱۸
2. ‎ «Bang a Gong (Get It On)» (live)‎ (مارک بولان) – ۵:۳۰
3. ‎ «I Know But I Don't Know» (live)‎ (اینفنتی) – ۴:۳۵
4. ‎ «Hanging on the Telephone» (live)‎ (لی) – ۲:۲۱

### 30th Anniversary Deluxe Edition bonus tracks
1. ‎«Heart of Glass» (7 inch Single Version)‎
2. ‎«Sunday Girl» (French Version)‎
3. ‎«Fade Away and Radiate» (108 BPM Remix)‎
4. ‎«Hanging on the Telephone» (Nosebleed Handbag Remix)‎

## منبع
- Wikipedia contributors, "Parallel Lines," Wikipedia, The Free Encyclopedia, http://en.wikipedia.org/w/index.php?title=Parallel_Lines&oldid=210111302 (accessed May 8, 2008).